# Deer Creek (Arizona)
Deer Creek – jednostka osadnicza w Stanach Zjednoczonych, w stanie Arizona, w hrabstwie Gila.